# Chimamanda Ngozi Adichieová
Chimamanda Ngozi Adichieová (* 15. září 1977 Enugu) je nigerijská spisovatelka hlásící se k feminismu, reprezentantka nové vlny africké literatury. Žije střídavě ve Spojených státech amerických a v nigerijském Lagosu.

## Životopis

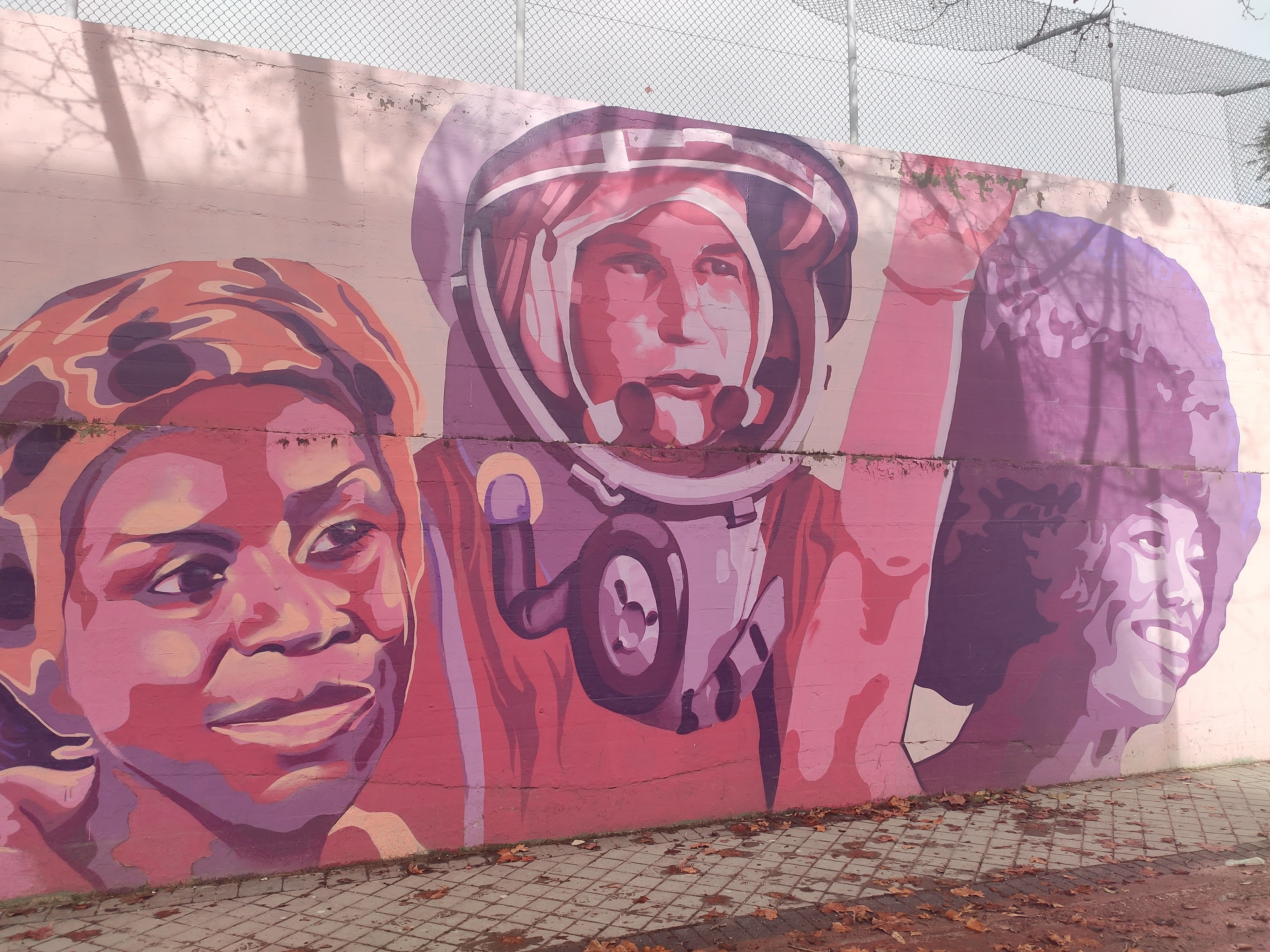
Portréty významných žen na nástěnné malbě (muralu) v Městském sportovním centru v Madridu (první zleva je Chimamanda Ngozi Adichie).

Studovala lékařství a farmacii na Nigerijské univerzitě ve městě Nsukka, ale studium nedokončila a odešla do Spojených států amerických. Zde studovala komunikační vědu, politologii a tvůrčí psaní.

## Dílo
Během studií začala Chimamanda Asichieová psát svůj první román Purple Hibiscus (Purpurový ibišek), který vyšel roku 2003 a zaznamenal příznivý kritický ohlas. Za druhý román Půl žlutého slunce (2006) obdržela Orange Prize. Kniha byla v roce 2013 zfilmována. V tom roce vydala i třetí román Amerikána. Získala za něj National Book Critics Circle Award. Kniha vyšla ve více než dvaceti zemích. Český literární časopis A2 zařadil tento román mezi nejlepší světové prózy po roce 2000. Vydala též knihu esejů Feminismus je pro každého (We Should All Be Feminists). S autorčiným svolením využila módní značka Dior citát „We should all be feminists“ jako součást své AW19 kolekce.  Přednáška Chimamandy Adichieové "Feminismus je pro každého" je citována v písni Flawless zpěvačky Beyoncé, ve spolupráci s níž Adichieová organizuje řadu kampaní.
V září roku 2021 spisovatelka navštívila Prahu jako host veletrhu Svět knihy.

### Knihy
- Purpurový ibišek (2003)
- Půl žlutého slunce (2006)
- The Thing Around Your Neck (2009)
- Amerikána (2013)

### Eseje vydané v knižní podobě
- Feminismus je pro každého (2014)
- Milá Ijeawele aneb Feministický manifest v patnácti doporučeních (2017)